# Södra Sandsjö församling
Södra Sandsjö församling är en församling i Tingsryds pastorat i Njudung-Östra Värends kontrakt, Växjö stift och Tingsryds kommun. 
Församlingskyrka är Södra Sandsjö kyrka.

## Administrativ historik
Församlingen bildades i början av 1590-talet genom en utbrytning ur Linneryds församling. Före den 1 januari 1886 (ändring enligt beslut den 17 april 1885) var namnet Sandsjö församling.
Församlingen bildade pastorat som annexförsamling med Linneryds församling till 1 maj 1888 men med egen kyrkoherde fram till 1696. Från 1888 till 1991 utgjorde församlingen ett eget pastorat. År 1992 bildade församlingen pastorat som moderförsamling med Linneryds och Älmeboda församlingar för att 2010 uppgå i Tingsryds pastorat.

## Kyrkoherdar
| Ämbetstid | Namn                                   | Levnadstid | Övrigt |
| --------- | -------------------------------------- | ---------- | ------ |
| 1595      | Petrus Hök                             |            |        |
| 1598-1602 | Eskil Nicolai                          | -1602      |        |
| 1602      | Måns                                   | -1602      |        |
| 1603      | Peder                                  |            |        |
| 1604-1624 | Theodorus Petri                        |            |        |
| 1628-1652 | Petrus Schatelovius                    | -1653      |        |
| 1653-1672 | Nicolaus Rolander                      |            |        |
| 1672-1696 | Gerhardus Andreae Schatelovius         | 1619-1696  |        |
| 1887-1925 | Jakob Peter Waldemar Hård af Segerstad | 1851-1925  |        |
| 1925-     | Sven Erik Risling                      | 1885-      |        |

## Komministrar
| Ämbetstid | Namn                                    | Levnadstid | Övrigt |
| --------- | --------------------------------------- | ---------- | ------ |
| 1649-1652 | Olaus (Jonae) Strelingius               |            |        |
| 1652-1653 | Sveno Johannis (Nobelenius) Brichmannus |            |        |
|           | Peder                                   |            |        |
| 1696-1711 | Laurentius Werelin                      | -1711      |        |
| 1711-1746 | Bengt Lundelius                         | 1678-1746  |        |
| 1747-1771 | Per Falk                                | 1710-1771  |        |
| 1771-1779 | Daniel Lång                             | 1712-1779  |        |
| 1780-1814 | Petrus Osén                             | 1741-1814  |        |
| 1814-1852 | Bengt Oseen                             | 1774-1852  |        |
| 1855-1858 | Daniel Henric von Sivers                | 1801-1858  |        |
| 1858-1887 | Magnus Zander                           | 1809-1887  |        |